# Civil Rights Act (1964)
Il Civil Rights Act del 1964 è una legge federale degli Stati Uniti d'America, che dichiarò illegali le disparità di registrazione nelle elezioni e la segregazione razziale nelle scuole, sul posto di lavoro e nelle strutture pubbliche in generale (public accommodations).
Quando la legge divenne esecutiva produsse effetti di vasta portata ed ebbe un enorme impatto a lungo termine in tutto il Paese. Vietò la discriminazione nelle strutture pubbliche, nel governo e in materia di occupazione, invalidando le leggi Jim Crow nel sud degli Stati Uniti. Divenne illegale mantenere la segregazione in base all'etnia, che vigeva legalmente al sud e nei fatti al nord, nei concorsi per scuole, alloggi o assunzioni. 

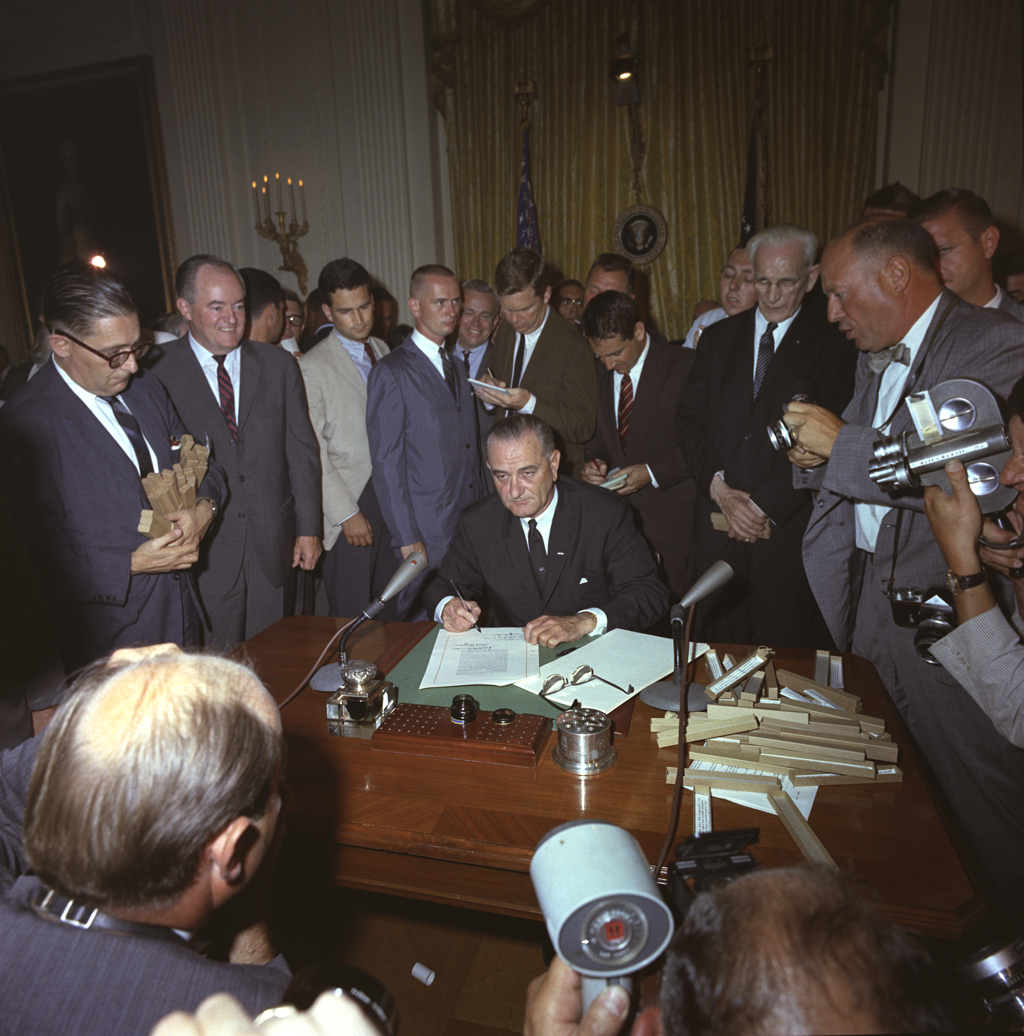
Approvazione del Civil Rights Act il 2 luglio 1964 da parte del Presidente Lyndon B. Johnson.

Il codice dette avvio a provvedimenti di "desegregazione", come il busing, che passarono sotto il nome di affirmative action e che vennero approvati a partire dal 1965 (executive order 11246).
I poteri concessi per far rispettare la legge furono inizialmente deboli, ma vennero aumentati negli anni successivi. Il Congresso rivendicò la sua autorità di legiferare in conformità con diverse parti della Costituzione, principalmente il suo potere di regolare gli scambi commerciali tra gli Stati, ai sensi dell'articolo Uno (sezione 8), il suo dovere di garantire a tutti i cittadini uguale protezione con le leggi nel rispetto del Quattordicesimo Emendamento e il suo dovere di proteggere il diritto di voto secondo il Quindicesimo emendamento.

## Origini
Il disegno di legge fu presentato dal Presidente John Fitzgerald Kennedy nel suo discorso sui diritti civili dell'11 giugno 1963, in cui chiedeva una legge "che desse a tutti gli americani il diritto di essere serviti in strutture aperte al pubblico, alberghi, ristoranti, teatri, negozi e simili", così come "maggiore tutela per il diritto di voto".
Inviò quindi la proposta di legge al Congresso il 19 giugno. In accordo con il Civil Rights Act (1875), il progetto di legge per i diritti civili di Kennedy conteneva disposizioni per vietare la discriminazione nei luoghi pubblici e permettere al Procuratore generale degli Stati Uniti d'America di partecipare a cause legali contro i governi degli Stati che mantenevano sistemi scolastici segregati e altre norme simili. Ma non includeva una serie di disposizioni ritenute essenziali dai leader dei diritti civili, compresa una tutela contro la brutalità della polizia, la fine delle discriminazioni nel mondo del lavoro privato o la concessione del potere di avviare azioni legali di desegregazione o nel caso di discriminazioni sul lavoro al Dipartimento di Giustizia.

## Iter legislativo

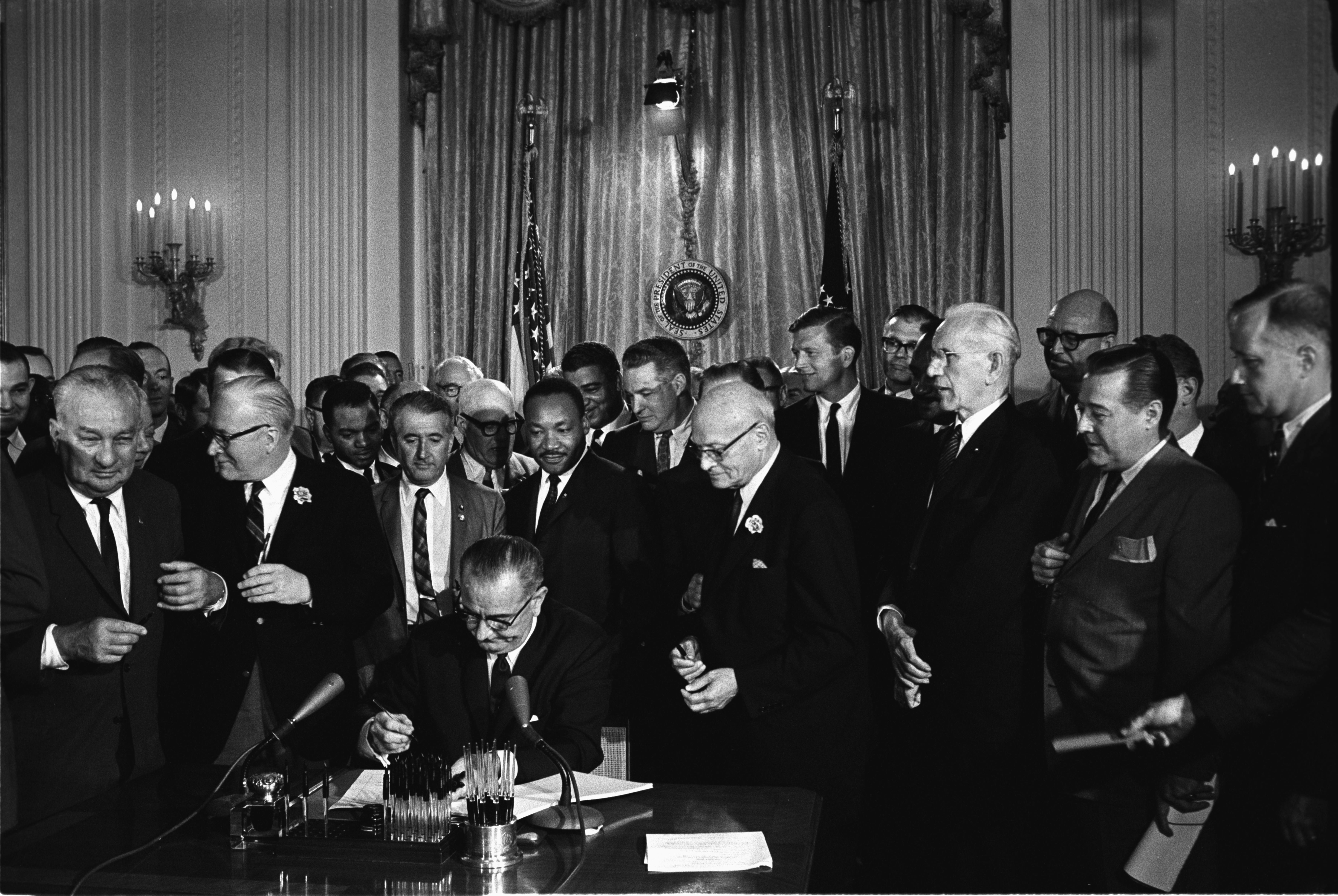
Lyndon B. Johnson firma il Civil Rights Act del 1964. Tra gli ospiti dietro di lui, c'è Martin Luther King.

### Alla Camera
Il disegno di legge fu inviato alla Camera dei rappresentanti e inoltrato alla commissione giudiziaria, presieduta da Emmanuel Celler, un democratico di New York. Dopo una serie di sessioni incentrate sul disegno di legge, la commissione di Celler lo rafforzò notevolmente, aggiungendo norme intese a vietare la discriminazione razziale nel mondo del lavoro, fornendo una maggiore protezione agli elettori di colore, eliminando la segregazione in tutte le strutture di proprietà pubblica (non solo scuole) e rafforzando le clausole anti-segregazione per quanto riguardava le strutture pubbliche come i banconi dei bar. Aggiunsero anche l'autorizzazione per il Procuratore generale degli Stati Uniti d'America di presentare cause legali contro la privazione dei diritti garantiti dalla Costituzione o dalla legge degli Stati Uniti. In sostanza, questo è stato il controverso "Titolo III" che era stato rimosso dal Civil Rights Act del 1857 e da quello del 1960. Le organizzazioni per i diritti civili fecero una forte pressione per l'approvazione di questa disposizione perché poteva essere utilizzata per proteggere i manifestanti pacifici e gli elettori di colore dalla brutalità della polizia e dalla soppressione dei diritti di libertà di parola.

Il disegno di legge uscì dalla Commissione giustizia nel novembre 1963 e inviato alla Committee on Rules, di cui era presidente Howard Worth Smith, un democratico e accanito segregazionista della Virginia, che manifestò l'intenzione di tenere la legge bloccata a tempo indeterminato. In tale situazione avvenne l'assassinio del Presidente Kennedy. Il suo successore, Lyndon Johnson, utilizzò la sua esperienza in politica legislativa e il bully pulpit (fantastico pulpito) che poteva usare da Presidente a sostegno del disegno di legge. Nel suo primo discorso al Congresso il 27 novembre 1963, Johnson raccomandò ai legislatori:
(Frase pronunciata da Johnson al Congresso il 27 novembre 1963)
A causa dello stallo del progetto di legge nel Rules Committee causato da Smith, Celler presentò una petizione per "liberare" il progetto di legge da quella Commissione. Solo se la maggioranza dei membri avesse firmato la Discharge petition (petizione di scarico), il disegno di legge sarebbe passato all'esame dell'aula parlamentare senza sottostare all'esame da parte della Commissione di Smith. Inizialmente Celler passò un momento difficile nel trovare le firme necessarie, perché molti parlamentari, che pur avendo sostenuto il progetto di legge per i diritti civili erano cauti nel forzare la procedura della Camera con la petizione di scarico. Al momento della pausa invernale del 1963, mancavano ancora 50 firme.
Al ritorno dalla pausa invernale, tuttavia, gli eventi presero una svolta significativa. La pressione del movimento per i diritti civili, la marcia su Washington e il pubblico patrocinio del Presidente avevano fatto la differenza nell'opinione dei rappresentanti di distretto e ben presto divenne evidente che la petizione avrebbe ottenuto le firme necessarie. Per evitare l'umiliazione del successo della petizione, il presidente Smith permise al disegno di legge di passare attraverso il Rules Committee. Il disegno di legge fu portato al voto in aula il 10 febbraio 1964, approvato con 290 voti e 130 contrari, e inviato al Senato.

### Al Senato

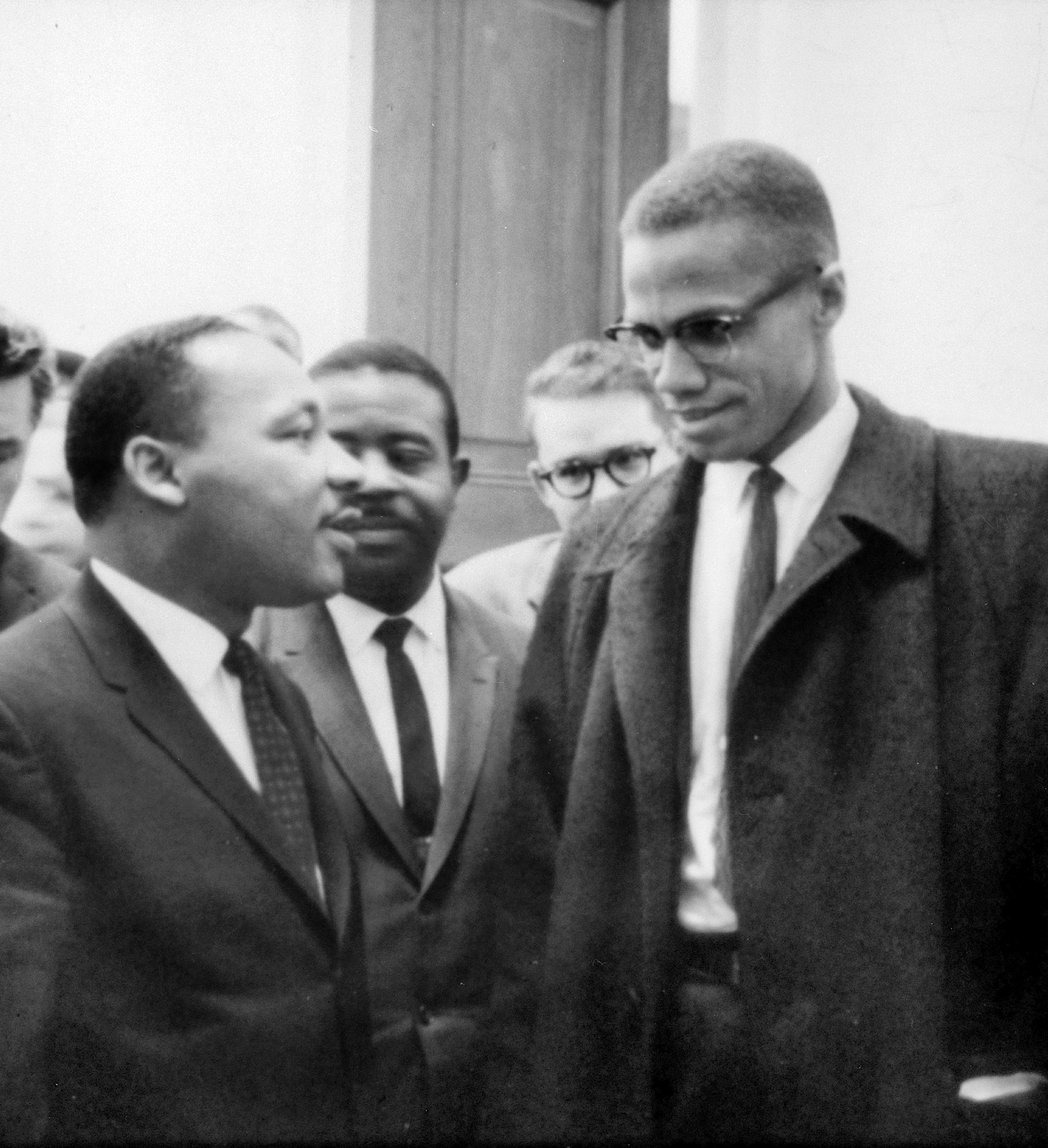
Martin Luther King e Malcolm X in Campidoglio il 26 marzo 1964. Entrambi erano venuti per ascoltare il dibattito al Senato sul disegno di legge. Questa fu l'unica volta che s'incontrarono e il loro incontro durò solo un minuto.

Johnson, che voleva una rapida approvazione, assicurò che il disegno di legge sarebbe stato esaminato al più presto dal Senato. Normalmente, il disegno di legge sarebbe stato rinviato alla Senate Committee on the Judiciary (Commissione giudiziaria) presieduta dal senatore James Oliver Eastland, democratico del Mississippi. Nelle mani di Eastland, sembrava impossibile che il progetto avrebbe potuto raggiungere l'aula del Senato. Il leader della maggioranza al Senato Michael Joseph Mansfield usò un nuovo approccio per impedire che restasse relegato nel limbo della Commissione Giudiziaria. Dopo aver rinunciato inizialmente a una seconda lettura del disegno di legge, che avrebbe portato al suo immediato passaggio alla Commissione giudiziaria, Mansfield diede il disegno di legge in seconda lettura il 26 febbraio 1964 e poi propose, in mancanza di precedenti casi in cui la seconda lettura non seguiva immediatamente la prima, che il disegno di legge scavalcasse la Commissione giudiziaria e fosse immediatamente inviato al Senato per il dibattito in aula. Anche se questa mossa parlamentare portava all'ostruzionismo, i senatori alla fine lo lasciarono passare, preferendo concentrare la loro resistenza nel passaggio del disegno di legge stesso.
Il disegno di legge arrivò davanti al Senato per la discussione il 30 marzo 1964 e il Southern Bloc ("blocco sudista") di 18 senatori democratici del Sud e un repubblicano guidati da Richard Brevard Russell Jr. (Democratico dello Stato della Georgia) mise in opera l'ostruzionismo per impedire la sua approvazione. Russell disse: "Noi resisteremo a oltranza a ogni provvedimento e a ogni azione che tenda a portare la parità sociale e la mescolanza e fusione delle etnie nei nostri stati (del Sud)".
L'opposizione più forte al disegno di legge veniva da legislatori Dixie (del Sud), come il senatore Strom Thurmond (democratico - Carolina del Sud): "Questa cosiddetta proposta di legge sui diritti civili, che il Presidente ha inviato al Congresso per essere tradotta in legge, è incostituzionale, inutilmente imprudente e va oltre la ragione. Questo è il peggior pacchetto di diritti civili mai presentato al Congresso e ricorda le proposte del periodo della ricostruzione e le azioni del Congresso Repubblicano radicale".
Dopo 54 giorni di ostruzionismo, i senatori Everett McKinley Dirksen (repubblicano - Illinois), Thomas Kuchel (Repubblicano - Illinois), Hubert Humphrey (democratico - Minnesota) e Mike Mansfield (democratico - Montana) introdussero una proposta di legge sostitutiva che si sperava attraesse abbastanza repubblicani incerti e mettesse fine all'ostruzionismo. Il disegno di legge di compromesso era più debole rispetto alla versione della Camera per quanto riguardava il potere del governo di regolamentare la condotta delle imprese private, ma non era così diverso da spingere la Camera a un riesame della legge.
La mattina del 10 giugno 1964, il senatore Robert Byrd (democratico - Virginia Occidentale) completò un discorso-fiume ostruzionistico contro il disegno di legge che aveva iniziato 14 ore e 13 minuti prima. Fino ad allora, il provvedimento aveva occupato il Senato per 57 giorni lavorativi, tra cui sei sabati. Un giorno prima, il capogruppo democratico Hubert Humphrey del Minnesota, promotore del disegno di legge, aveva ritenuto di avere i 67 voti necessari in quel momento per porre fine alla discussione e all'ostruzionismo. Con sei senatori incerti che permettevano un margine di vittoria di quattro voti, il conteggio finale era di 71-29. Mai nella storia del Senato si erano potuti mettere insieme abbastanza voti per tagliare l'ostruzionismo su un progetto di legge per i diritti civili. E solo una volta in 37 anni, dal 1927, aveva deciso la chiusura anticipata del dibattito (cloture) per qualsiasi atto legislativo.
Cruciali per il passaggio del Civil Rights Act non erano solo le manovre congressuali, ma anche la pressione dell'opinione pubblica, che era stata alimentata da una campagna guidata da Dr. Robert Hayling e da Martin Luther King a St. Augustine (Florida) - "la più antica città della nazione" - nella primavera ed estate del 1964. I gravi incidenti a St. Augustine, tra cui l'arresto di Martin Luther King in un ristorante segregazionista, l'arresto di massa più grande della storia americana di rabbini, l'arresto della madre settantaduenne del governatore del Massachusetts, gli interventi energici a St. Augustine Beach, molti pestaggi brutali e il versamento di acido nella piscina di un motel quando un gruppo di bianchi e neri stava nuotando, dimostrava al popolo americano la necessità di approvare la legge.
In definitiva, il 19 giugno, il disegno di legge sostitutivo (di compromesso) fu approvato al Senato con un voto di 73-27, e rapidamente passò attraverso il Congressional conference committee di Camera e Senato, che ne adottò la versione del Senato. La legge, nella versione di compromesso, fu approvata dalle due assemblee del Congresso e venne firmata dal Presidente Johnson il 2 luglio 1964. La leggenda vuole che, quando appoggiò la penna Johnson disse a un aiutante, riferendosi al Partito Democratico, "Abbiamo perso il Sud per una generazione."

### Dati riassuntivi delle votazioni
I voti riportati sono nell'ordine: "favorevoli - contrari".
- Versione originale della Camera: 290 - 130 (69% - 31%).
- Mozione di chiusura anticipata del dibattito al Senato (cloture): 71 - 29 (71% - 29%).
- Versione del Senato: 73 - 27 (73% - 27%).
- Versione del Senato, voto della Camera: 289 - 126 (70% - 30%).

#### Per partito
La versione originale della Camera:
- Partito Democratico: 152 - 96 (61% - 39%)
- Partito Repubblicano: 138 - 34 (80% - 20%)

Mozione di chiusura anticipata del dibattito al Senato:
- Partito Democratico: 44 - 23 (66% - 34%)
- Partito Repubblicano: 27 - 6 (82% - 18%)

Versione del Senato:
- Partito Democratico: 46 - 21 (69% - 31%)
- Partito Repubblicano: 27 - 6 (82% - 18%)

Versione del Senato, votata alla Camera:
- Partito Democratico: 153 - 91 (63% - 37%)
- Partito Repubblicano: 136 - 35 (80% - 20%)

#### Per partito e regione

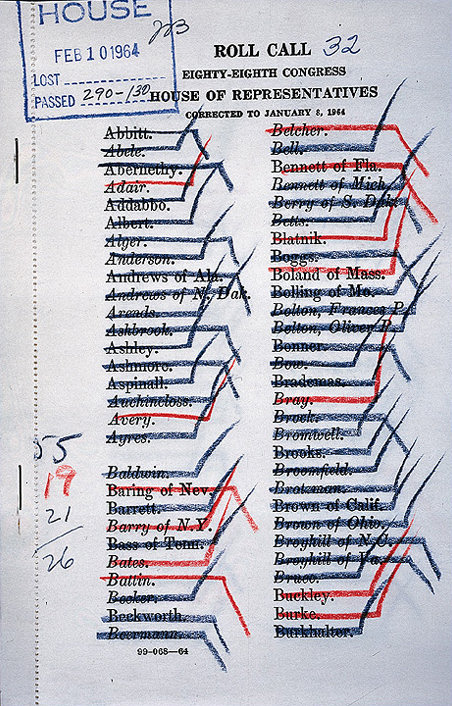
Il verbale della votazione per appello nominale tenuto dal cancelliere del Parlamento all'approvazione finale del disegno di legge.

(Nota: con "Sud", in questa sezione, ci si riferisce ai membri del Congresso degli undici Stati che componevano gli Stati Confederati d'America nella guerra di secessione americana. "Nord" si riferisce ai membri degli altri 39 stati, a prescindere dalla loro posizione geografica.)
Versione originale della Camera:
- Democratici del Sud: 7 - 87 (7% - 93%)
- Repubblicani del Sud: 0 - 10 (0% - 100%)
- Democratici del Nord: 145 - 9 (94% - 6%)
- Repubblicani del Nord: 138 - 24 (85% - 15%)

Versione del Senato:
- Democratici del Sud: 1 - 20 (5% - 95%)
- Repubblicani del Sud: 0 - 1 (0% - 100%)
- Democratici del Nord: 45 - 1 (98% - 2%)
- Repubblicani del Nord: 27 - 5 (84% - 16%)

## Diritti delle donne

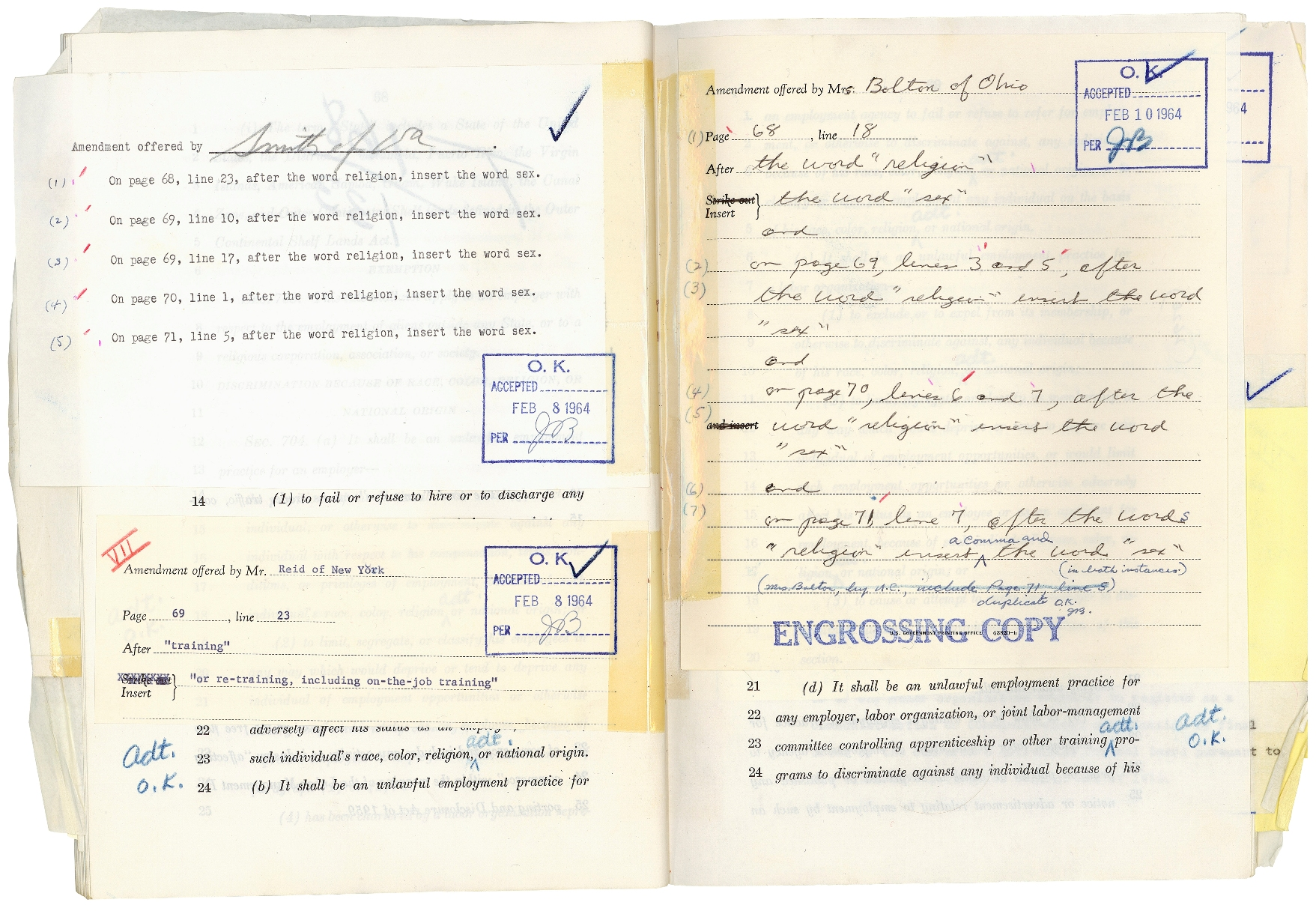
Annotazioni del cancelliere del Committee on Rules relative al "sesso" nel Civil Rights Act del 1964.

Appena un anno prima, lo stesso Congresso aveva approvato l'Equal Pay Act del 1963, che aveva vietato differenze salariali basate sul sesso.
Il divieto di discriminazione fondata sul sesso è stato aggiunto da Howard Worth Smith, un potente democratico della Virginia, che ha presieduto l'House Rules Committee e che si era fermamente opposto alla legge sui diritti civili. L'emendamento di Smith è stato approvato con una votazione di 168 a 133. Gli storici discutono sulle motivazioni di Smith: era un cinico tentativo per sconfiggere il disegno di legge di una persona che era contraria a entrambi i diritti civili per i neri e le donne o che voleva sostenere i diritti delle donne e tentava di migliorare il disegno di legge, ampliandolo in modo da includervi i loro diritti? Smith prevedeva che i Repubblicani, che avevano incluso la parità di diritti per le donne nella loro piattaforma di partito dal 1944, probabilmente avrebbero votato l'emendamento. Gli storici ipotizzano che Smith stesse cercando di mettere in imbarazzo i Democratici del Nord che si erano opposti ai diritti civili per le donne, perché la clausola aveva incontrato l'opposizione dei sindacati. Il rappresentante dell'Alabama, Carl Atwood Elliott, affermò in seguito: "A Smith non importava niente dei diritti delle donne... stava cercando di togliere voti o allora o in seguito, perché c'era sempre uno zoccolo duro di uomini non favorevole ai diritti delle donne" e il Congressional Record (trascrizione delle sedute) riporta che Smith venne accolto con una risata quando presentò l'emendamento.
Smith non scherzava: affermò che sosteneva sinceramente l'emendamento e, di fatto, insieme alla repubblicana Martha Wright Griffiths, ne era il portavoce principale. Per vent'anni Smith aveva sponsorizzato l'Emendamento sulla parità dei diritti alla Camera - senza alcun collegamento con le questioni razziali - perché credeva in esso. Per decenni era stato molto vicino al National Woman's Party e alla sua leader Alice Paul, che lottò con successo per il suffragio femminile nel 1920 e principale sostenitrice della parità di diritti proposti da allora. Lei e altre femministe avevano lavorato con Smith dal 1945 cercando di trovare un modo per includere il sesso come categoria protetta nei diritti civili. Ora era il momento. Griffith affermò che la nuova legge avrebbe dovuto tutelare le donne nere, ma non le donne bianche, e che era ingiusto per le donne bianche. Inoltre, sostenne che le leggi "di protezione" per le donne dai posti di lavoro spiacevoli erano state in realtà concepite per consentire agli uomini di monopolizzare tali posti di lavoro e che era ingiusto per le donne che non potessero candidarsi per essi. L'emendamento passò con i voti dei Repubblicani e dei Democratici del sud. La legge definitiva fu approvata con i voti dei Repubblicani e dei Democratici del Nord. Così, come il giudice William Rehnquist ha spiegato nell'azione legale Meritor Savings Bank contro Vinson: "Il divieto di discriminazione basato sul sesso venne aggiunto al Titolo VII all'ultimo minuto nel dibattito alla Camera dei Rappresentanti... il disegno di legge fu approvato in fretta dopo la modifica, e ci resta poco della storia legislativa che ci possa guidare nell'interpretazione del divieto di discriminare in base al sesso contenuto nella legge".

## Desegregazione
Uno dei più "dannosi" argomenti degli avversari del disegno di legge era che, una volta approvato, si sarebbero dovuti trasportare gli scolari in scuole lontane dal loro quartiere per avere un equilibrio etnico (in inglese tale azione è detta busing). I sostenitori del disegno di legge, come Emanuel Celler e Jacob Koppel "Jack" Javits, dissero che il disegno di legge non avrebbe autorizzato tali misure. Il maggior sostenitore della legge, Hubert Humphrey, scrisse due emendamenti proprio per mettere fuori legge questi trasferimenti forzati. Humphrey disse "se il disegno di legge dovesse costringere [questi spostamenti], sarebbe una violazione [della Costituzione], perché si sarebbe trattato di un comportamento sulla base della razza e si sarebbero trasferiti i bambini a causa della razza". Mentre Javits diceva che qualsiasi funzionario di governo che avesse cercato di utilizzare il disegno di legge per scopi di busing "si sarebbe reso ridicolo", due anni dopo il Ministero della Sanità, Istruzione e Previdenza sociale affermava che per i distretti scolastici del sud si sarebbe reso necessario il busing per soddisfare rapporti matematici degli studenti.

## Ripercussioni politiche
Il disegno di legge divise e generò un cambiamento a lungo termine della composizione demografica di entrambe le parti. Il Presidente Johnson si rese conto che il sostegno a questo progetto di legge rischiava di fare perdere l'essenziale appoggio del Sud al Partito democratico. Entrambi, il Procuratore generale Robert Kennedy e il vice presidente Johnson, avevano spinto per l'introduzione della legge per i diritti civili. Johnson disse al collaboratore di Kennedy, Ted Sorensen, "So che i rischi sono grandi e che potremmo perdere il Sud, ma questo genere di Stati può essere perso comunque". Il senatore Richard Russell Jr. avvertiva il Presidente Johnson che il suo forte sostegno al disegno di legge i diritti civili "non vi costerà solo il Sud, vi costerà l'elezione". Johnson, tuttavia, continuò a vincere le elezioni del 1964 con una delle più grandi maggioranze di voti nella storia americana. Il Sud, che aveva iniziato nel 1930 a votare sempre più repubblicano, continuò questa tendenza e diventò a maggioranza repubblicana nel 1990.. I politologi Richard Johnston e Byron Schafer hanno sostenuto che questo incremento era dovuto più a ragioni economiche che razziali.
Anche se la maggioranza, in entrambi i partiti, votò per il disegno di legge, ci furono notevoli eccezioni. Il senatore repubblicano Barry Goldwater dell'Arizona votò contro il disegno di legge, commentando: "Non si può legiferare sulla moralità". Goldwater aveva sostenuto i precedenti tentativi di fare approvare leggi sui diritti civili nel 1957 e 1960, nonché il ventiquattresimo emendamento che vietava il pagamento di una tassa per poter esercitare il diritto di voto. La ragione della sua opposizione al disegno di legge del 1964 è stato il Titolo II, da lui considerato una violazione della libertà individuale. La maggior parte dei democratici degli Stati del Sud erano contro il disegno di legge, compresi i senatori Albert Gore (democratico del Tennessee), James William Fulbright (democratico dell'Arkansas), e Robert Byrd (democratico della Virginia Occidentale).

## Principali caratteristiche delCivil Rights Actdel 1964
(Il testo completo della legge è disponibile on line:).

### Titolo I
Proibisce l'applicazione di requisiti di registrazione diversi per i votanti.
"È dovere del giudice designato ai sensi della presente sezione di assegnare l'azione legale al più presto possibile e di provvedere in ogni modo ad un rapido processo".
Il titolo I non eliminava l'esame di alfabetizzazione (literacy tests), che era stato uno dei metodi principali utilizzati per escludere gli elettori neri, le altre minoranze razziali e i bianchi poveri del Sud, né si occupava di ritorsione economica, repressione della polizia o violenza fisica contro gli elettori non bianchi. Mentre la legge imponeva che le regole per votare e le procedure andassero applicate in ugual modo a tutte le etnie, ometteva di contestare il concetto fondamentale di "qualificazione" del votante. Cioè, accettava l'idea che i cittadini non avevano automaticamente il diritto di voto, ma piuttosto avrebbero dovuto soddisfare ad alcune norme, oltre alla cittadinanza.

### Titolo II - Spazi pubblici
Proibisce la discriminazione basata su razza, colore, religione o origine nazionale negli hotel, motel, ristoranti, teatri e in tutte le altre strutture pubbliche impegnate in commercio interstatale: 
"Tutti gli individui hanno diritto al pieno e paritario godimento dei beni, dei servizi, delle strutture, dei privilegi, dei vantaggi [...] di qualsiasi luogo di pubblica utilità [...] senza discriminazioni o segregazioni basate su razza, colore, religione o origine nazionale." (Titolo II, Sez. 201)

### Titolo III
Proibisce a governi statali e municipali di negare l'accesso alle strutture pubbliche per motivi di razza, religione, sesso o etnia.

### Titolo IV
Incoraggia la desegregazione delle scuole pubbliche e autorizza la Procura generale a presentare azioni legali per far rispettare tale legge.

### Titolo V
Dà poteri addizionali, regole e procedure alla United States Commission on Civil Rights istituita dal precedente Civil Rights Act del 1957.

### Titolo VI
Previene la discriminazione nelle agenzie governative che ricevono fondi federali. Se un'agenzia viola il titolo VI, può perdere i finanziamenti federali.
Questo Titolo dichiara che la politica degli Stati Uniti è contraria alla discriminazione per motivi di razza, colore o nazionalità di origine e che tali discriminazioni non sono accettabili nei programmi o attività che ricevono assistenza finanziaria federale, autorizzando e dando le linee guida agli appropriati dipartimenti e agenzie federali per il conseguimento di questa linea politica.
Questo titolo non si applica nei programmi di assistenza all'estero.
Sezione 601. Questa sezione stabilisce il principio generale che nessuna persona negli Stati Uniti può essere esclusa dalla partecipazione o discriminata in altro modo per motivi di razza, colore o nazionalità di origine nei programmi o attività che ricevono assistenza finanziaria federale.
La sezione 602 indirizza ogni agenzia federale che amministra un programma di assistenza federale a titolo di contributo, contratto o prestito ad agire in conformità di norma, regolamento o ordinanza di applicabilità generale a mettere in pratica il principio della sezione 601 in modo coerente con il raggiungimento degli obiettivi dello statuto, che autorizza l'intervento.

Nel cercare l'effettiva conformità rispetto ai requisiti imposti nella presente sezione, un'agenzia è autorizzata a cessare o a rifiutare di concedere o di mantenere l'assistenza nell'ambito di un programma a tutti i destinatari per i quali vi è stata una constatazione, espressa in virtù di un'inchiesta, del mancato rispetto dei requisiti previsti per tale programma, e può altresì avvalersi di qualsiasi altro mezzo autorizzato dalla legge. 
Tuttavia, ogni agenzia dovrà prima chiedere il rispetto dei requisiti richiesti con strumenti volontari.
La sezione 603 prevede che ogni provvedimento dell'agenzia soggetta alla norma della sezione 602 è soggetta a tale controllo giurisdizionale, come lo sarebbe per simili provvedimenti per altri motivi. 
Qualora l'azione dell'agenzia consistesse nel porre fine o rifiutare di concedere o di mantenere l'assistenza finanziaria a causa della constatazione di una mancanza del beneficiario nel conformarsi ai requisiti dell'agenzia imposti dalla sezione 602, e l'azione dell'agenzia altrimenti non fosse soggetta a controllo giurisdizionale della legge esistente, il controllo giurisdizionale dovrebbe essere comunque a disposizione di qualsiasi persona lesa, come previsto nella sezione 10 dell'Administrative Procedure Act.
La sezione dichiara inoltre espressamente che in quest'ultima situazione tale azione dell'agenzia non è considerata impegnata a discrezione insindacabile dell'agenzia ai sensi della sezione 10.
 
Lo scopo di questa disposizione è di evitare l'argomento possibile che, anche se la sezione 603 prevede la revisione ai sensi della sezione 10, la sezione 10 stessa ha un'eccezione per i provvedimenti "realizzati a discrezione dell'agenzia", che potrebbe altrimenti riproporsi nella sezione 603.
A parte ciò non è scopo di questa disposizione della sezione 603, tuttavia, di modificare la portata del controllo giurisdizionale, come attualmente previsto nella sezione 10 (e) dell'Administrative Procedure Act.

### Titolo VII
Il Titolo VII della legge, codificato come Sottocapitolo VI del capitolo 21 e segg. vieta la discriminazione da parte dei datori di lavoro sulla base di razza, colore, religione, sesso o origine nazionale (si veda).
Il Titolo VII proibisce anche la discriminazione nei confronti di una persona a causa del suo legame con un altro individuo di una particolare razza, colore, religione, sesso o origine nazionale. Un datore di lavoro non può discriminare una persona a causa del suo legame con un altro, come in un matrimonio tra appartenenti ad etnie diverse.
In situazioni definite in modo ben limitato a un datore di lavoro è consentito di discriminare sulla base di una caratteristica tutelata dove la caratteristica è una qualifica professionale ritenuta in buona fede ragionevolmente necessaria per il normale funzionamento di quella particolare attività commerciale o di impresa. Per dimostrare la Bona Fide Occupational Qualifications (BFOQ), il datore di lavoro deve provare tre elementi: un rapporto diretto tra il sesso e la capacità di eseguire le funzioni del lavoro, il BFOQ riguarda l'"essenza" o "scopo principale dell'attività dell'imprenditore" e non ci sono alternative meno restrittive o ragionevoli (Vedi azione legale "United Automobile Workers contro Johnson Controls, Inc.", 111 S.Ct. 1196). L'eccezione di Bona Fide Occupational Qualification è una deroga molto limitata al divieto generale di discriminazione fondata sul sesso (Vedi azione legale: "Dothard contro Rawlinson", 97 S.Ct. 2720). Il datore di lavoro o la preferenza dei clienti per un individuo di una particolare religione non è sufficiente a stabilire una Bona Fide Occupational Qualification (Vedi azione legale: "Equal Employment Opportunity Commission conto Kamehameha School - Bishop Estate", 990 F.2d 458 (9th Cir. 1993).
Il Titolo VII permette a qualsiasi datore di lavoro, organizzazione del lavoro, comitato connesso con la gestione del lavoro o agenzia di lavoro di evitare la "pratica di lavoro illegale" per ogni persona coinvolta con il Partito Comunista degli Stati Uniti d'America o di qualsiasi altra organizzazione tenuta ad iscriversi come Communist-action o Communist-front secondo l'ordinanza finale del Subversive Activities Control Board in conformità con la legge Subversive Activities Control Act of 1950.
Ci sono delle eccezioni parziali e totali al titolo VII per quattro tipologie di datori di lavoro:
- Governo federale; (Commento: le proscrizioni contro la discriminazione sul lavoro ai sensi del titolo VII sono ora applicabili al governo federale secondo il 42 US Code Chapter 21 - Sec. 2000e-16[52])
- Le tribù di nativi americani riconosciute a livello federale
- I gruppi religiosi per lavori relativi alle attività del gruppo, compresi gli istituti di educazione
- Bona fide nonprofit private membership organizations.

La Equal Employment Opportunity Commission (EEOC) (Commissione per le pari opportunità di impiego), così come alcune fair employment practices agencies (FEPA) (agenzie per pratiche di lavoro corretto) statali applicano il Titolo VII (cfr.). L'EEOC e le FEPA statali indagano, mediano e possono presentare azioni legali per conto dei lavoratori. Ogni stato, ad eccezione di Arkansas e Alabama, ha un'agenzia FEPA statale (vedi l'elenco delle EEOC e FEPA). Il Titolo VII prevede inoltre che un cittadino possa intentare un'azione legale privata. Una persona deve presentare una denuncia di discriminazione alla commissione EEOC entro 180 giorni dalla venuta a conoscenza della discriminazione per non perdere il diritto di sporgere querela. Il Titolo VII si applica solo ai datori di lavoro che impiegano 15 o più dipendenti per 20 o più settimane nel corrente o precedente anno civile.
Verso la fine degli anni settanta i giudici cominciarono a ritenere che anche le molestie sessuali erano vietate da questa legge. L'azione legale Chrapliwy contro Uniroyal, Inc. (670 F. 2d 760, United States Court of Appeals for the Seventh Circuit, 1982) è stato un caso notevole di applicazione del Titolo VII in materia di molestie sessuali che fu deciso a favore dei querelanti. Nel 1986 la Corte Suprema ritenne, nell'azione legale Meritor Savings Bank contro Vinson, che la molestia sessuale equivale a discriminazione sessuale ed è vietata dal Titolo VII. Con decisione unanime scritta dal giudice Scalia anche le molestie sessuali tra persone dello stesso sesso sono state ritenute vietate dal Titolo VII (sentenza nel caso Oncale contro Sundowner Offshore Services, Inc., 118 S.Ct. 998). Il titolo VII è stato integrato con la normativa che vieta la discriminazione per gravidanza, età, disabilità (vedi: Pregnancy Discrimination Act of 1978, Age Discrimination in Employment Act, Americans with Disabilities Act of 1990).

### Titolo VIII
Richiede la compilazione di registrazione degli elettori e dei dati di voto, nelle aree geografiche indicate dalla Commissione per i diritti civili.

### Titolo IX
Rendeva più facile spostare cause per i diritti civili dai tribunali di stato con giudici segregazionisti e giurie di soli bianchi al tribunale federale. Questo è stato di importanza cruciale per gli attivisti impegnati nei diritti civili che non avevano potuto ottenere un processo equo nei tribunali statali.

### Titolo X
Istituiva il Community Relations Service, incaricato di aiutare nelle controversie che coinvolgevano comunità in contrasti sulla discriminazione.

## La storia successiva

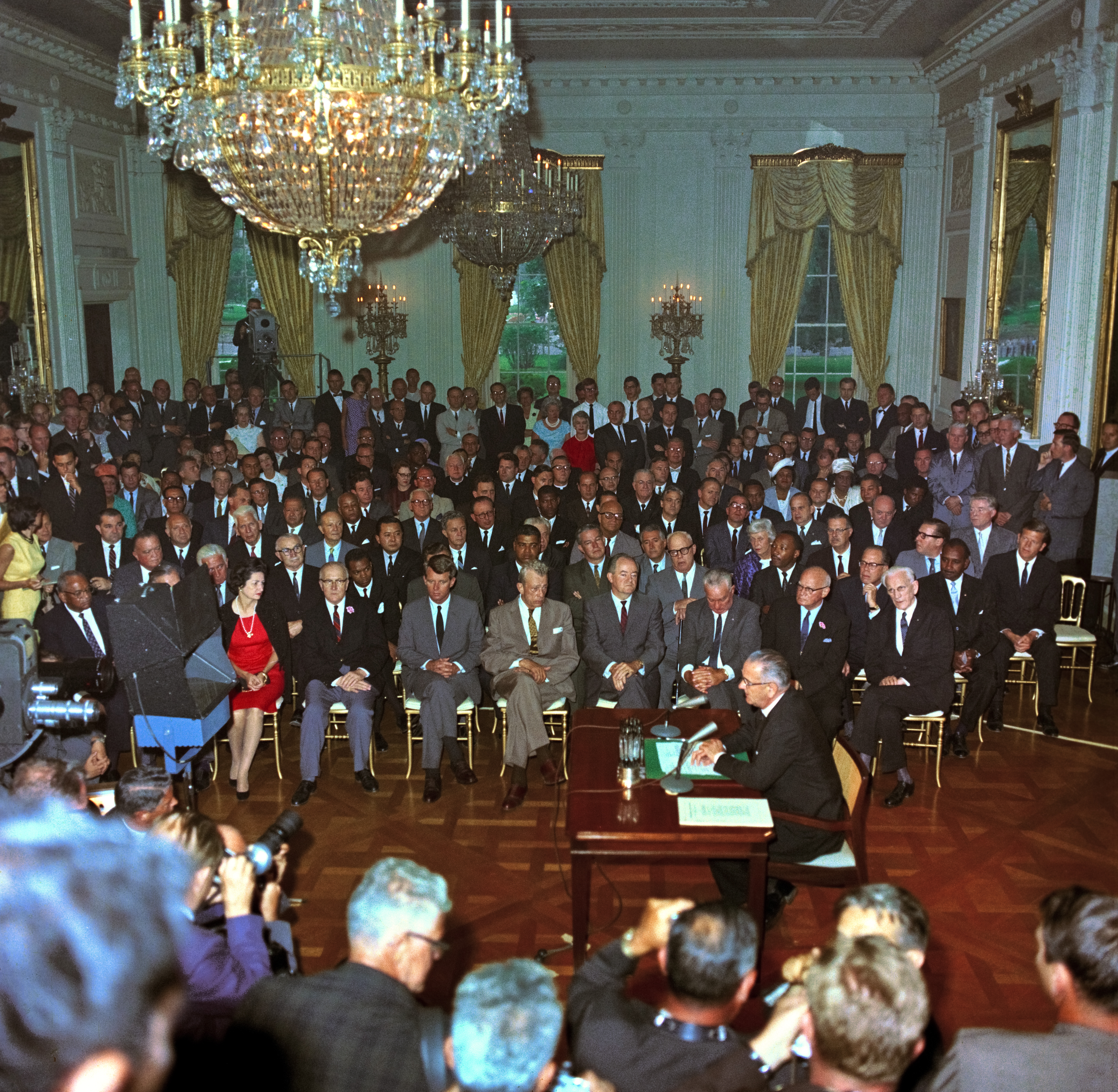
Il Presidente Johnson parla alla televisione in occasione della firma del Civil Rights Act.

In un caso del 1971 portato alla Corte Suprema riguardante le disposizioni di legge per quanto riguarda il sesso, la Corte stabilì che un'impresa non poteva discriminare una donna potenziale dipendente perché aveva un bambino in età prescolare a meno che non venisse fatto lo stesso con i candidati di sesso maschile. Una corte federale annullò una legge dello stato dell'Ohio che proibiva alle donne di candidarsi a posti di lavoro per i quali era richiesta la capacità di sollevare 25 libbre (11,3 chilogrammi) e che imponeva alle donne di rispettare le pause pranzo, cosa non richiesta agli uomini. Un tribunale dello Stato della Pennsylvania decise che la stampa di elenchi di lavoro separati per uomini e donne era illegale, questo pose fine a tale pratica nei quotidiani del Paese. La United States Civil Service Commission mise termine all'abitudine di designare i posti di lavoro federali "solo per donne" oppure "solo per uomini".
Nel 1974 la Corte Suprema stabilì che il distretto scolastico di San Francisco stava violando i diritti degli studenti di lingua non inglese secondo la legge del 1964 mettendoli nelle normali classi invece di fornire una sistemazione adatta a loro.
Nel 1975 un'agenzia federale per i diritti civili avvertì una scuola di Phoenix, in Arizona che le partite di baseball di fine anno, rispettivamente tra padri e figli e tra madri e figlie, erano illegali secondo il Civil Rights Act del 1964. Il Presidente Gerald Ford intervenne e autorizzò la continuazione delle partite.
Nel 1977 la Corte Suprema eliminò il requisito di altezza minima per gli agenti di polizia in quanto violava la legge del 1964: per le donne di solito non era possibile soddisfare tale requisito.